# Polasara
Polasara é uma cidade no distrito de Ganjam, no estado indiano de Orissa.

## Geografia
Polasara está localizada a 19° 42′ N, 84° 49′ L. Tem uma altitude média de 66 metros (216 pés).

## Demografia
Segundo o censo de 2001, Polasara tinha uma população de 19,566 habitantes. Os indivíduos do sexo masculino constituem 50% da população e os do sexo feminino 50%. Polasara tem uma taxa de literacia de 53%, inferior à média nacional de 59.5%: a literacia no sexo masculino é de 63% e no sexo feminino é de 43%. Em Polasara, 13% da população está abaixo dos 6 anos de idade.